# Waterford Kamhlaba
Waterford KaMhlaba, UWCSA var 2022 en av 18 internationella United World Colleges (UWC). Den är belägen i Mbabane i Swaziland. 

Namnet KaMhlaba utsågs av Swazilands kung Sobhuza II 1967. Han menade att:
"Var du än befinner dig i världen särskiljer inte jorden vem du är. Du lever i den oavsett din färg, vilken religion du än har, vilken ras du än har. Du lever i den och den försöker inte frysa ut dig eller göra någon skillnad på vad du är. Och detta är meningen med Kamhlaba".
Skolan öppnade 1963 och var den första skolan i södra Afrika som var öppen för alla raser. Att den öppnade var utmanande för apartheidregimen i grannlandet Sydafrika.